# Piper subduidaense
Piper subduidaense är en pepparväxtart som beskrevs av Truman George Yuncker. Piper subduidaense ingår i släktet Piper och familjen pepparväxter. Inga underarter finns listade i Catalogue of Life.